# Sahún
Sahún, Saún im lokalen Dialekt, Saünc im Katalanischen, ist eine Gemeinde in der Provinz Huesca in der Autonomen Gemeinschaft Aragonien in Spanien. Sie liegt in der Comarca Ribagorza inmitten der Pyrenäen am Fluss Ésera im Tal von Benasque. Sahún grenzt an den Parque Natural Posets-Maladeta. In Sahún wird wie in Benasque ein als Benasqués (oder Patués) bekannter katalanisch-aragonesischer Übergangsdialekt gesprochen.

## Gemeindegebiet
Sahún umfasst die folgenden Ortschaften:
- Eresué
- Eriste (im lokalen Dialekt: Grist)
- Sahún

Sahún und Eriste liegen am orographisch rechten Ufer des durch die Embalse de Linsoles aufgestauten Ésera, Eresué oberhalb von Sesué auf der linken Talseite. In Eriste befindet sich ein hydroelektrisches Kraftwerk.

## Bevölkerungsentwicklung
| 1991 | 1996 | 2001 | 2004 |
| ---- | ---- | ---- | ---- |
| 315  | 323  | 286  | 241  |

## Sehenswürdigkeiten

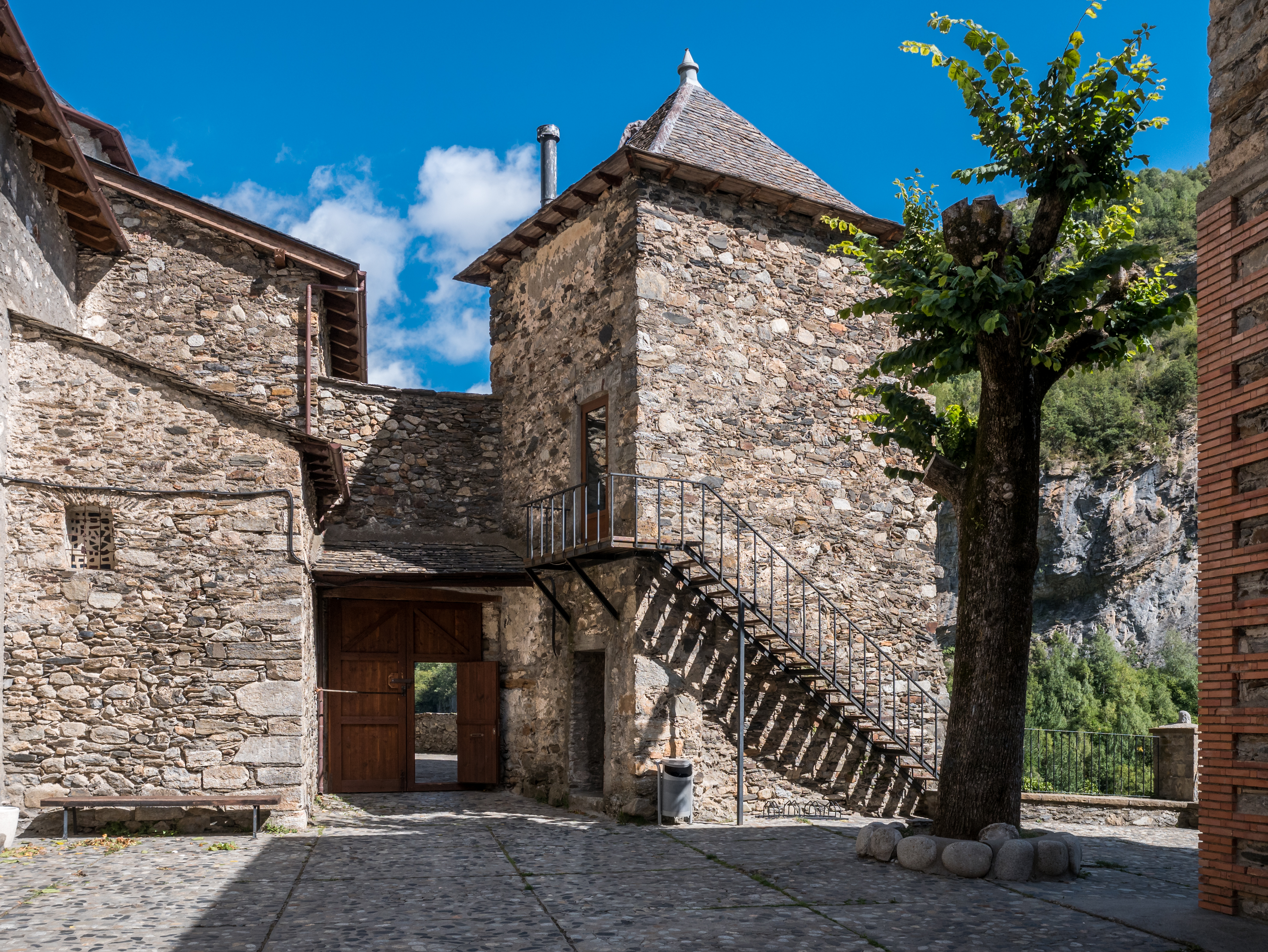
Santurario de Guayente

- Einsiedelei Sant Per Mártir
- Santuario de Guayente
- Cromlech del collado de Sahún